# Lie-Winkel

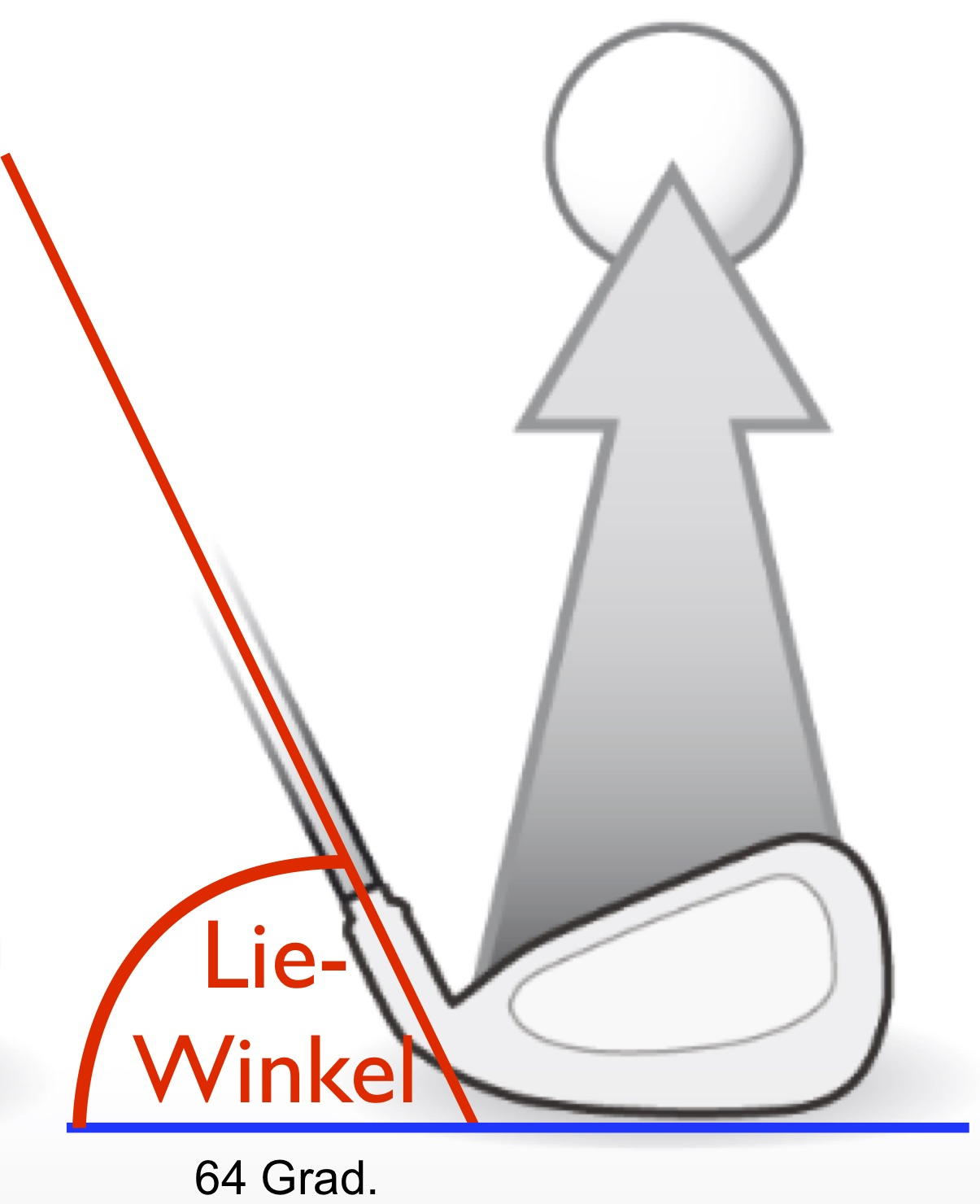
Graphische Darstellung des Lie-Winkels

Der Lie-Winkel (ausgesprochen wie das englische Wort lie für liegen), oft einfach auch nur der Lie, beschreibt den Neigungswinkel des Schaftes eines Golfschlägers relativ zur Sohle des Schlägerkopfes. Er wird in Grad angegeben. Der Lie-Winkel wird so eingestellt, dass die Unterseite des Schlägerkopfes im Treffmoment parallel zum Boden ist. Andere Winkel am Schlägerkopf sind der Loft, der Bounce und der Offset.
Je länger der Schaft, desto kleiner der Lie, um die Sohle horizontal zum Boden zu bringen. Hier spielen natürlich auch die Größe, Armlänge und Schwungbahn des Spielers eine Rolle. Deshalb wird der richtige Lie auf den Golfspieler und seine Schwungbahn im Rahmen eines Schläger-Fittings geprüft und gegebenenfalls angepasst. Der Lie-Winkel ist beim Driver am kleinsten und bei den Wedges am größten. Der Lie-Winkel liegt zwischen 59° beim langen Eisen und 65° bei den Wedges. Die Lie-Winkel für Hölzer liegen zwischen 57° bei Drivern und 59° beim Holz 5.